# فدریکو سایز
فدریکو سایز (انگلیسی: Federico Saiz؛ ۸ ژوئن ۱۹۱۲ – ۲۴ آوریل ۱۹۸۹) بازیکن فوتبال اهل اسپانیا بود.
از باشگاه‌هایی که در آن بازی کرده‌است می‌توان به باشگاه فوتبال دپورتیوو آلاوس و باشگاه فوتبال سویا اشاره کرد.
وی همچنین در تیم ملی فوتبال اسپانیا بازی کرده‌است.